# تقني جراحي

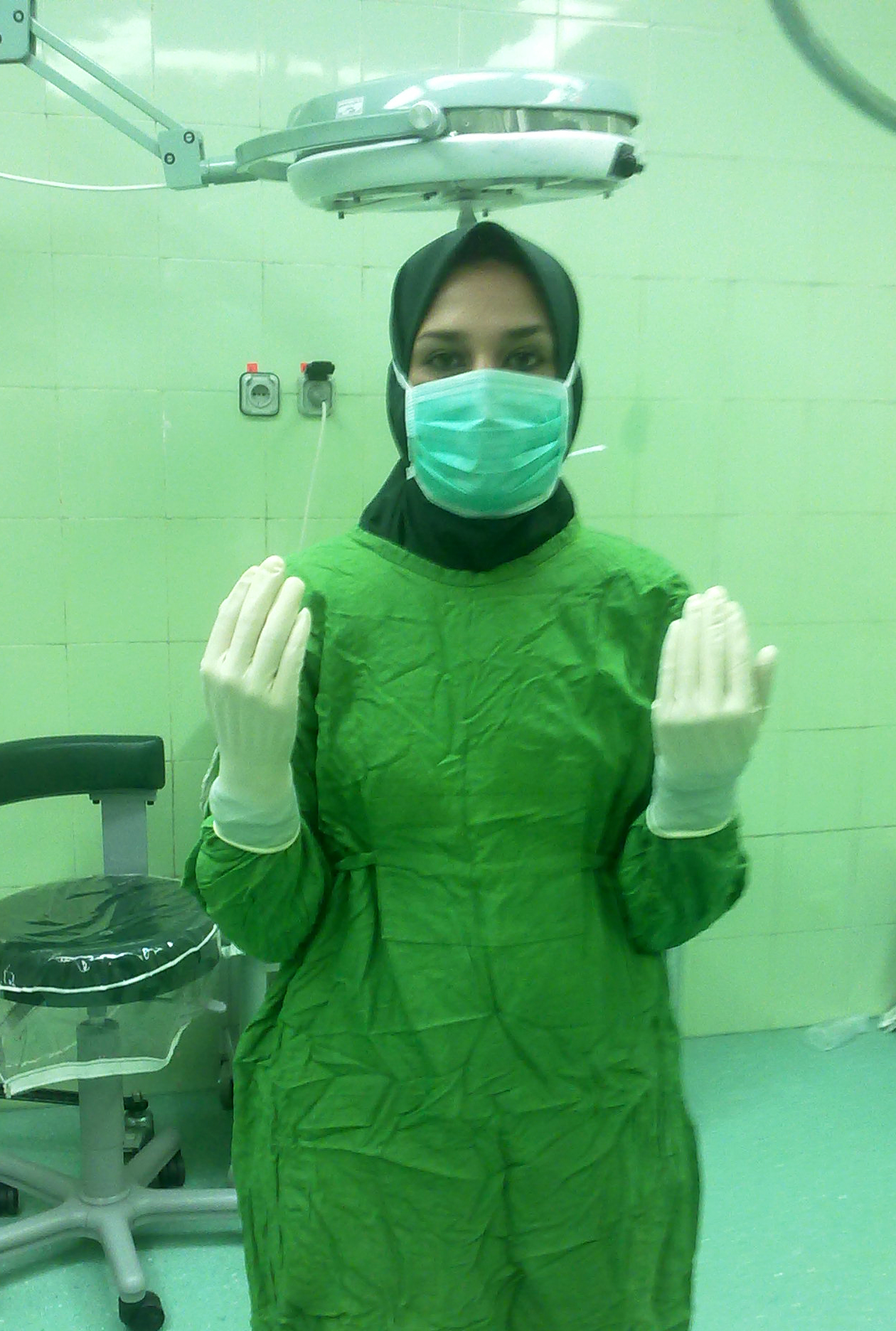

التقني الجراحي أو الممرض المعقَم أو مساعد الجرّاح هو عامل في حقل الرعاية الصحية وتحديدًا في طواقم العمل الجراحي. يضم طاقم العمل الجراحي الجراح والجرّاح المساعد والممرض الدوّار وفني التخدير. تكون لأعضاء الطواقم الجراحية دراية ومهارة للعمل في الوسط المعقم والمطهر في غرفة العمليات. تَلزم بعض المتطلبات المهنية من التقنيين الجراحيين، ويختلف نطاق الممارسة كثيرًا بين البلدان وتبعًا لقوانين السلطات. يلتحق التقنيون الجراحيون بالكليات المتوسطة أو المعاهد الفنية، ويتدرب الكثير منهم في مدارس عسكرية. في الجيش، يؤدي الممرضون واجبات مساعد الجراح والممرض الدوار معًا. تتمثل مهمة التقنيين الجراحيين  في توقع الخطوة التالية التي سينفذها الجراح لجعل العمل الجراحي سلسًا وفعالًا قدر الإمكان. يستطيعون تحقيق ذلك من خلال درايتهم بخطوات المئات من العمليات الجراحية، ومعرفة مجموعة واسعة جدًا من الأدوات الجراحية التي يحتاجها الجراح. يمكن أن يتخصص التقنيون الجراحيون على سبيل المثال في جراحات: الجهاز البولي التناسلي، أمراض النساء والتوليد، المسالك البولية، الأنف والأذن والحنجرة، الجراحة الترميمية والتجميلية، الجراحة العامة، الجراحة العظمية، الجراحة العصبية، جراحة القلب والأوعية. يعمل هؤلاء في رقعة العمل الجراحي وما حولها فقط، وهم شديدو التخصص.

## المهام الرئيسية

### الولايات المتحدة
في الولايات المتحدة، تقنيو الجراحة مجازون ويعملون تحت إشراف الجراح، أو الجراح المساعد، أو فرد آخر (مثل تقني جراحي أكثر خبرة)، ومهمتهم ضمان سلامة غرفة العمليات، وسلامة المعدات الجراحية، وتحقيق أفضل ظروف لإجراء العمل الجراحي. يتولون الأدوات والمعدات الجراحية والأثواب الجراحية وخيوط الجراحة والإسفنج الجراحي بأنواعه المختلفة، من الإسفنج الصغير، دون 6.4 ملم مربع (0.25 إنش مربع) المستخدم في الجراحة العصبية، إلى الإسفنج الواسع المستخدم في العمليات الجراحية على مناطق واسعة من الجسم؛ وكذلك السوائل الوريدية والأدوية. من مهامهم أيضًا التحقق من سجلات المرضى واستمارات الموافقة، وإعداد الضمادات المعقمة. يدرب التقنيون الجراحيون أيضًا أفرادًا آخرين في غرفة العمليات لكونهم جزءًا أساسيًا من طاقم العمل الجراحي.

### التوظيف
يعمل معظم التقنيين الجراحيين، نحو 60% منهم، في الولايات المتحدة في المستشفيات، في غرف العمليات والتوليد بشكل خاص. يتعامل التقنيون الجراحيون أيضًا مع الأجهزة الطبية، كمنظار التألق (مكشاف الفلور) المستخدم في جراحة الأوعية الدموية والجراحة العظمية. تكون الأفضلية في التوظيف للتقني الجراحي ذو الخبرة متعددة التخصصات. يمكن أن يعمل التقنيون الجراحيون في العيادات الطبية أو عيادات طب الأسنان، حيث يساعدون في الجراحات التي تُجرى في العيادات الخارجية وفي مراكز الرعاية الخارجية، ومنها المراكز الجراحية المتنقلة. في الولايات المتحدة، يستخدم التقنيون الجراحيون عنوانين وظيفية مختلفة تبعًا لدورهم الوظيفي وإطار العمل، مثل التقني الجراحي المعقم أو التقني الجراحي الدوار. يُوظف عدد قليل من التقنيين الجراحيين في العمل الجراحي الخاص من قبل جراحين لديهم فرق جراحية متخصصة، كتلك المتخصصة بعمليات زرع الكبد.
من المتوقع نمو الآفاق الوظيفية للتقنيين الجراحيين في السنوات المقبلة. وفقًا لمكتب الولايات المتحدة لإحصاءات العمل، من المتوقع نمو توظيف التقنيين الجراحيين في الولايات المتحدة بنسبة 19% بحلول عام 2020، وهو نمو يفوق متوسط نمو جميع المهن. ويرجع السبب إلى الزيادة المتوقعة في عدد العمليات الجراحية المنفذة، مع نمو السكان وتزايد أعمارهم. يحتاج كبار السن، بمن فيهم جيل مواليد ما بعد الحرب العالمية الثانية، إلى إجراءات جراحية عامة متزايدة، وسيشكلون نسبة أكبر من السكان. سيسمح التقدم التكنولوجي، كاستخدام الألياف البصرية وتقنيات الليزر والجراحة الروبوتية بتنفيذ المزيد من الإجراءات الجراحية الجديدة، وتوظيف عدد أكبر من التقنيين الجراحيين.

## معرض صور

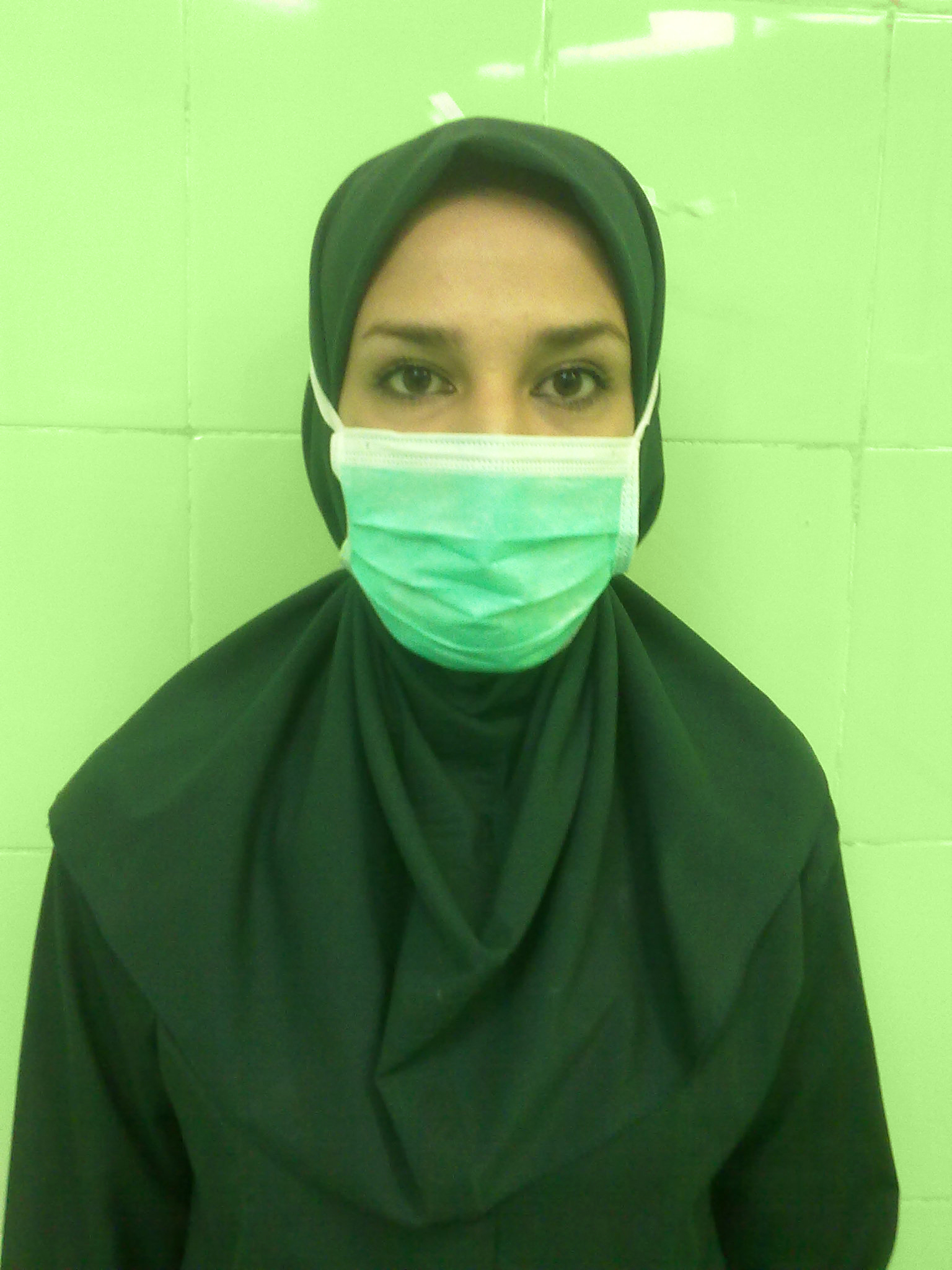
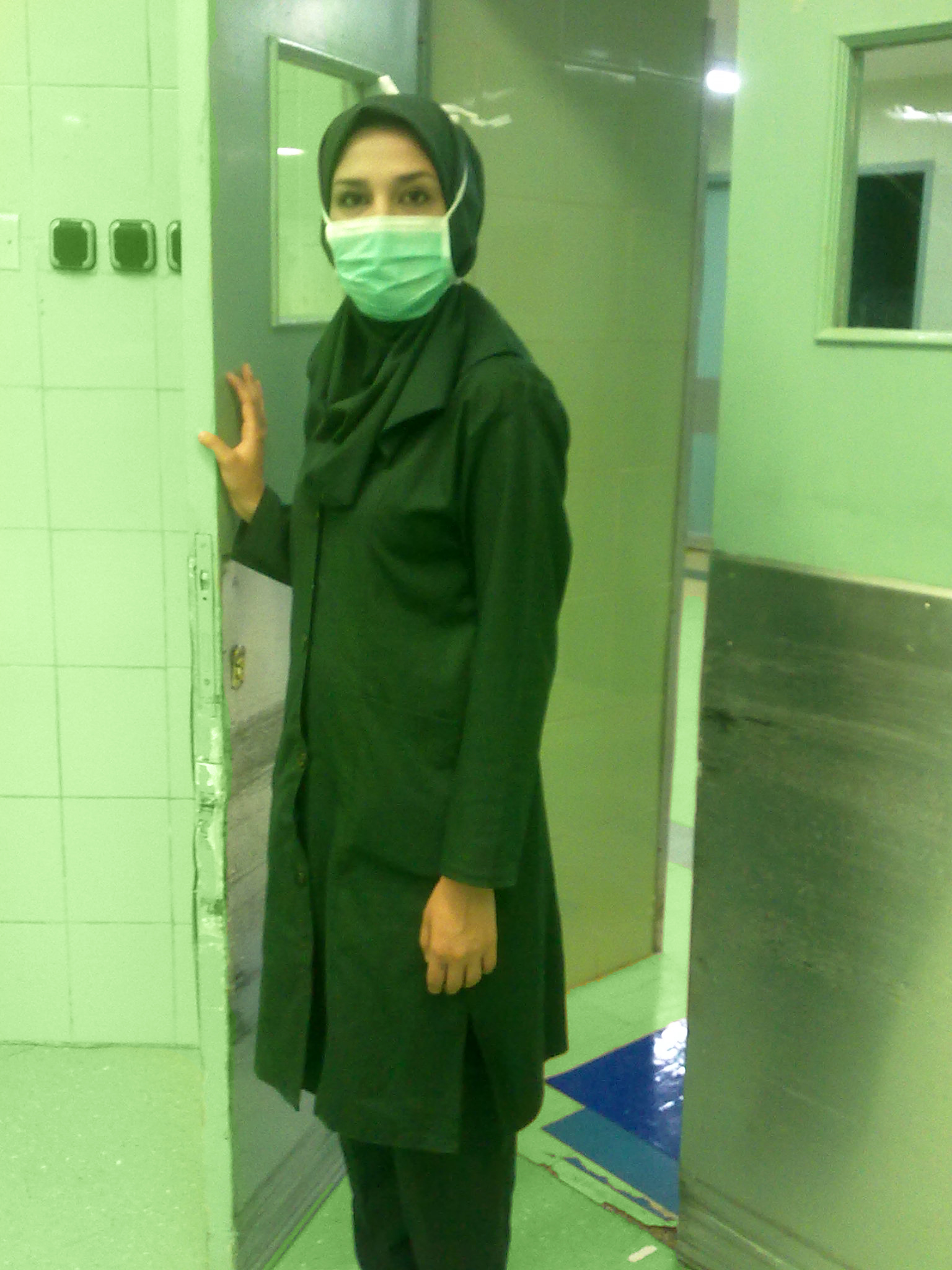
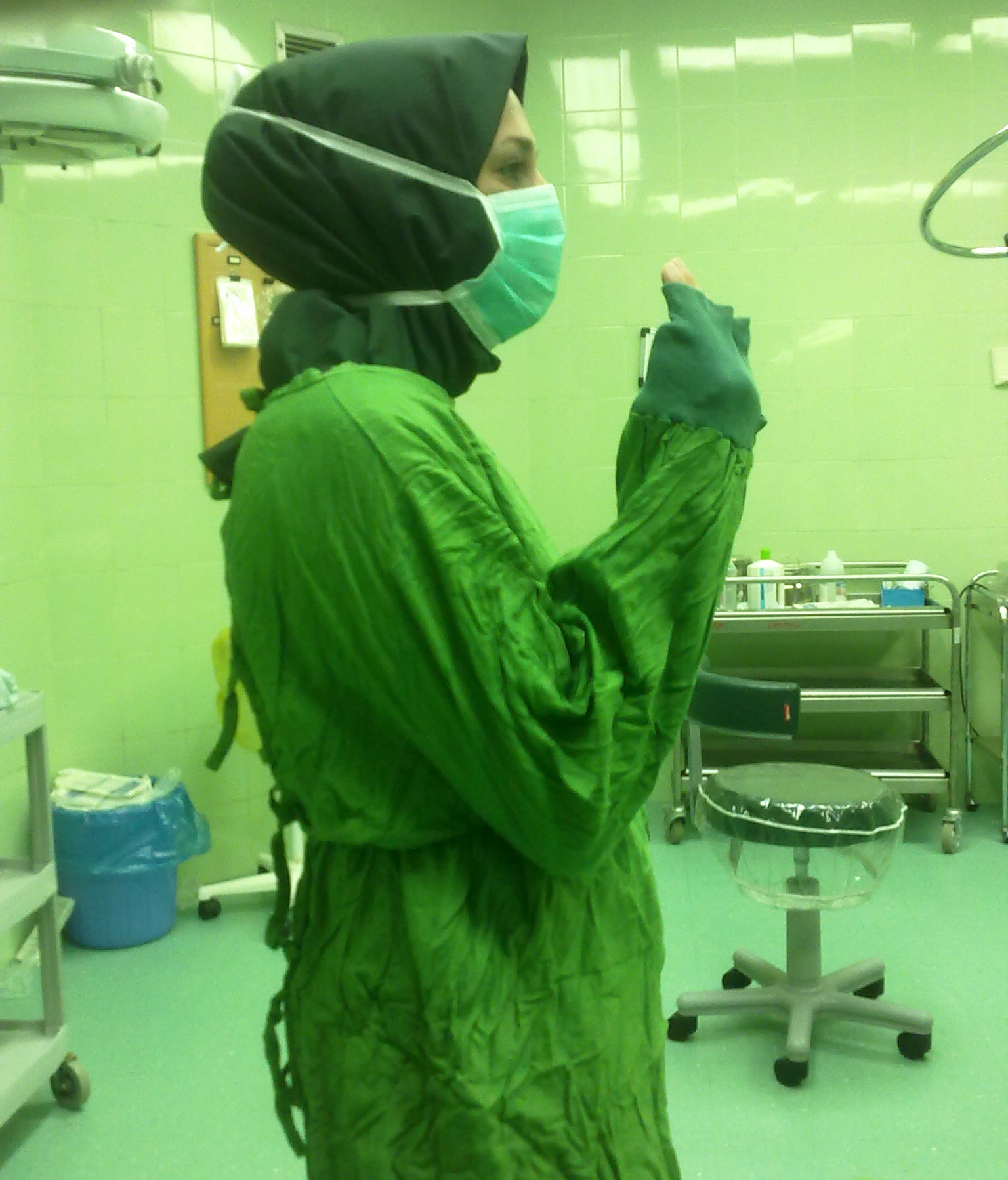

- 1= ar:تقني العمليات